# Iglesia de San Pedro (Coquimbo)
La Iglesia de San Pedro es una iglesia parroquial ubicada en la ciudad chilena de Coquimbo. Es el principal centro religioso católico en la comuna, y se ubica frente a la Plaza de Armas de Coquimbo.
La iglesia fue construida a mediados del siglo XIX en los terrenos donados por Buenaventura Argandoña Subercaseaux. El 19 de noviembre de 1857 fue nombrada parroquia por el obispo de La Serena, Justo Donoso Vivanco.
Su primer presbítero fue Pedro Antonio Vargas, hasta el 14 de septiembre de 1858, fecha en que fue sucedido por José Domingo Chocorro. Este se mantuvo en dicho cargo hasta su fallecimiento en 1891. El 21 de febrero de ese año Julio Víctor de la Cruz fue designado presbítero, desempeñándose hasta su muerte el 9 de diciembre de 1892.